# Hội trường Max Schmeling
Hội trường Max Schmeling (tiếng Đức: Max-Schmeling-Halle) là một nhà thi đấu đa năng ở Berlin, Đức. Nhà thi đấu được đặt tên theo Max Schmeling, vận động viên quyền Anh nổi tiếng người Đức. Cùng với Mercedes-Benz Arena và Velodrom, đây là một trong những nhà thi đấu thể thao lớn nhất ở Berlin. Nhà thi đấu có sức chứa 8.861 người, và sức chứa có thể lên đến 12.000 người.
Vào ngày 14 tháng 12 năm 1996, lễ khánh thành nhà thi đấu đã diễn ra với sự có mặt của Max Schmeling.